# Parafia Matki Bożej Częstochowskiej w Leśnicach
Parafia Matki Bożej Częstochowskiej w Leśnicach – parafia rzymskokatolicka, znajdująca się w diecezji pelplińskiej, w dekanacie Lębork.